# Вэттыолькы
Вэттыолькы (устар. Меттынай-Кы) — река в России, протекает по территории Красноселькупского района в Ямало-Ненецком автономном округе. Устье реки находится в 1290 км по левому берегу реки Таз. Длина реки составляет 29 км.

## Данные водного реестра
По данным государственного водного реестра России относится к Нижнеобскому бассейновому округу, водохозяйственный участок реки — Таз. Речной бассейн реки — Таз.
Код объекта в государственном водном реестре — 15050000112115300063402.